# Jean-Joseph Goux
Pour les articles homonymes, voir Goux.
 (mars 2014).
Si vous disposez d'ouvrages ou d'articles de référence ou si vous connaissez des sites web de qualité traitant du thème abordé ici, merci de compléter l'article en donnant les références utiles à sa vérifiabilité et en les liant à la section « Notes et références ».
Jean-Joseph Goux est un professeur de philosophie né en France le 1er mars 1943.
Dans les années 1960, il entre en contact avec les animateurs de la revue et du mouvement Tel Quel. Il publie dans cette revue ses premiers textes à partir de 1965.
Aux États-Unis, outre son apport pour la théorie féministe et le post-structuralisme, Jean-Joseph Goux est considéré comme un promoteur, avec Mark Shell, du courant « economic criticism » qui a eu un grand développement. 

## Biographie
Élève de Pierre Kaufmann, Yvon Belaval et Jean-Toussaint Desanti, il a obtenu en 1973, à la Sorbonne, le doctorat de philosophie (3e cycle), et ultérieurement, en 1988, le doctorat d'État en philosophie et sciences humaines. L'université Brown lui délivre en 1984 le titre de Master of art (ad eundum).
Dans ces années, marquées par le structuralisme, la sémiotique, le modèle linguistique, il fait la connaissance de Roland Barthes, Jacques Derrida, Louis Althusser, Jacques Lacan. En 1968 il se fait remarquer par la publication dans les numéros 35 et 36 de Tel Quel (automne 68 et hiver 69) du texte Numismatiques.
Adhérant dans l’ensemble aux positions de Tel Quel, depuis les débuts de sa collaboration au groupe (premier article dans Tel Quel en 1965), présent avec Foucault, Derrida, Barthes, Kristeva, etc. dans Théorie d'ensemble paru en 1968, Goux prend néanmoins ses distances avec la revue en 1972, refusant de publier Économie et symbolique dans la collection de cette revue. 
Après quelques années d’enseignement en France, à l'université de Paris VIII-Vincennes, à l'université de Paris VII-Jussieu et brièvement à l'École normale supérieure, il enseigne, à partir de 1980, aux États-Unis. Il est d’abord professeur invité à l'université de Californie à San Diego (où il arrive, venant de France, quelques semaines après la mort d'Herbert Marcuse qui y enseignait) puis professeur invité à Berkeley. Il est ensuite professeur titulaire à l'université Brown (Providence) puis pendant plus de deux décennies à l'université Rice à Houston avec la chaire Favrot. Il a été, en outre, professeur invité à l'université de Montréal, ainsi qu’à l'université Duke dans le département dirigé par Fredric Jameson. Il donne des conférences dans la plupart des grandes universités américaines ainsi qu’en Europe.

## Numismatiques
- Si vous ne connaissez pas le sujet, laissez ce bandeau (vous pouvez alors contacter les auteurs).
- Si vous supprimez le contenu mis en cause (vous pouvez préalablement contacter les auteurs),

argumentez précisément cette suppression dans la page de discussion
(un manque de référence n'est pas un argument ; une recherche réelle de référence doit avoir été effectuée, être formellement documentée).
Le texte Numismatiques, avant sa publication en revue, est la matière de deux exposés donnés le 23 et 30 octobre 1968 dans le cadre d’une série de conférences publiques offertes par le groupe d'études théoriques de Tel Quel au lendemain des événements de mai 68.
Bravant l’avertissement d'Althusser qui demandait d’écarter de la lecture du Capital de Marx, toute la partie sur la genèse de la forme monnaie, la jugeant trop hégélienne, Jean-Joseph Goux y voit un modèle de déduction structuralo-génétique qui dépasse de loin la formation de la monnaie, et ouvre sur la question plus large de la formation des équivalents généraux et de leur hégémonie. Il retrouve dans d'autres champs que la monnaie la formation, en plusieurs phases, d’un étalon régulateur, d’un équivalent général unique, qui règle le jeu des échanges, des substitutions, au sens large qui inclut toutes les possibilités de comparaison, de suppléance, de représentation, de dédommagement, etc. ce qu'implique et permet la fonction symbolique (dans une conception élargie de celle-là). Ainsi le phallus est l’équivalent général des objets de pulsion, le père est l'équivalent général des sujets, les signes phoniques du langage sont les équivalents généraux des autres signes, suivant une logique structurale et génétique semblable à celle qui fait de l’or, l’équivalent général de tous les biens produits et circulants.
À partir de cette structuration d’ensemble qui culmine dans le capitalisme, une critique et un renversement d’ensemble des équivalents généraux peut être envisagée. Renversement du patricentrisme, du logocentrisme et du phallocentrisme qui chacun trouvent leur homologue dans la structuration monétarocentrique qui domine la vie économique. Le texte apparait à beaucoup comme la première expression théorique complète et cohérente des idées et revendications diffuses que les événements de mai 68 font venir, ou vont faire venir, sur la scène culturelle et politique, et en particulier un mouvement antipatriarcale, anticapitaliste, en même temps qu’un nouveau féminisme. Une conception élargie du symbolique, qui permettait de penser autrement les thèses du matérialisme historique accompagnait cette démarche.
Dans Les Idées en France 1945-1988 Marcel Gauchet décrit comme un texte événement, l'irruption de Numismatiques dans le contexte théorique de 1968 : « Ainsi avec le symbolique, ne tient-on pas aussi bien les structures élémentaires du social que l'ordre ultime de l'inconscient, en passant par l’ensemble des formes de la représentation ? (…) Peut-être le sommet de ces espérance est-il marqué par un texte événement de l'hiver 68-69 paru dans Tel Quel (…) : Numismatiques de Jean-Joseph Goux » (p. 502).
En 1972 Fredric Jameson, revenant sur l’apport théorique du groupe Tel Quel, considère Numismatiques, comme « le monument de leurs efforts collectifs », soulignant la réunification en une même conceptualisation cohérente des approches de la notion de valeur, dispersées entre Freud, Nietzsche, Marx, Saussure, etc. Cette mise ensemble, écrit Jameson, se fait avec une force qui est « explosivement critique » (explosively critical)
Althusser lui-même, malgré la démarche non-althussérienne de Jean-Joseph Goux, lui fait part, de l'intérêt qu’il prend à son « effort audacieux et rigoureux » et lui dit toute l'estime qu’il a pour sa pensée. À quoi il ajoute : « Nous sommes engagés dans un temps où ce que vous faites nous importe à tous » (lettre du 8 mars 1973).
L’influence de Numismatiques, puis des textes ultérieurs de Goux s’est fait sentir de plusieurs manières : d’abord sur le féminisme qui prit dans l'après-68 un nouveau souffle, mais aussi sur Jacques Derrida, sur Jean Baudrillard, et même sur Jacques Lacan et le lacanisme. La notion d’équivalent général utilisée par Goux éclaire d'un nouveau jour la notion lacanienne de phallus, en permettant de mieux concevoir comment la structuration symbolique peut se décrocher de la référence biologique. Mais contrairement à Lacan qui fait du stade phallique l’ultime et indépassable stade du développement libidinal, Goux défend la séquence freudienne des quatre phases, qui pose un stade génital ultérieur et final et il lui donne une signification de renversement post-phallique qui implique une nouvelle phase de l’histoire culturelle.
L’influence de Goux a été notable sur certains courants du naissant Mouvement de libération des femmes. Comme l'indique nombre de témoignages recueillies dans Génération MLF il apparaît que le texte Numismatiques a été beaucoup lu et commenté par les participants du groupe Psychanalyse et politique animé par Antoinette Fouque.
Le développement de la pensée de Jacques Derrida, ultérieur à 1968, et en particulier l’apparition de la notion de phallogocentrisme est largement tributaire de la synthèse réalisée dès 1968 par Jean-Joseph Goux, comme cela a été souligné par plusieurs auteurs (Philippe Forest, Histoire de Tel Quel, Seuil, 1998. On a même pu parler d’une inflexion gouxoderridienne opérée par Derrida à partir des écrits de Goux.
Dans sa biographie très complète de Derrida, Benoît Peeters écrit : « Il n'est sans doute pas abusif de voir une sorte d'inflexion gouxo-derridienne dans un concept comme le phallogocentrisme que Derrida va préférer de plus en plus à celui de logocentrisme dès le début des années 1970 ». En effet si Derrida a influencé la pensée de Goux avant 1968, surtout avec les notions de substitutions, de « à la place de », de « trace » dans l'article « Marx et l’inscription du travail » (Tel Quel 33, printemps 1968), il est clair qu'après 1968 et la parution de Numismatiques, l’influence de Goux sur beaucoup de développements derridiens est patente. Derrida passe d’une pensée du « ni, ni » à une conception beaucoup plus radicale de renversement des hiérarchies héritées qui n’apparait pas auparavant, sinon dans l’opposition entre parole et écriture.
L'influence est sensible aussi sur la pensée de Jean Baudrillard. Dès son article sur Marx paru en 1968, Goux avait établi une intersection critique entre la sémiotique et l'économie, en mettant en parallèle valeur d'usage et signifiant d'une part, valeur d'échange et signifié d’autre part. Baudrillard, d'une façon assez différente (tournée davantage vers la marchandise que vers l'homologie langage/ monnaie) considère à son tour le rapport entre sémiotique et économie dans son économie politique du signe de 1972. Ultérieurement, face au système dominant et régulateur des équivalents généraux mis en relief par Numismatiques, comme structure forte de la culture occidentale moderne, Baudrillard cherche une alternative dans la culture tribale où les étalons, les mesures, la dissymétrie et la domination introduite dans les échanges par le tiers monétaire (et les autres étalons de valeur) sont encore introuvables.

## Le langage, la monnaie etAndré Gide
Dans Les Monnayeurs du langage (1984), Goux effectue une relecture des Faux-monnayeurs d'André Gide, dans lequel il discerne une mise en cause simultanée et parallèle, des prérogatives de la paternité, de la monnaie et du langage, contemporaine de crise de la représentation romanesque dont le roman de Gide, dès 1925, est le témoignage. Il trouve ainsi une confirmation fictionnelle des correspondances structurales dégagées Numismatiques entre ces différents étalons-maîtres et de la mise en cause que ces étalons commencent à subir dès les années 1920, à une époque fracturée par une profonde crise des valeurs aussi bien économiques (fin de la monnaie-or) que morales. Il analyse aussi les comparaisons entre monnaie et langage chez Hugo, Mallarmé, Zola, etc.
Ultérieurement dans Frivolité de la valeur (2000), Goux interprète Les Nourritures terrestres de Gide à la lumière de l'économie marginaliste dont l'économiste Charles Gide, son oncle, fut l'un des promoteurs en France. Balzac, Valéry, Ramuz sont aussi réinterprétés à partir de leurs conceptions de la monnaie, et des parallèles qui s’y jouent avec le langage. Avec l'« économie pure » de Léon Walras et les réflexions de Paul Valéry (qui fut un lecteur précoce de Walras), Goux repère les débuts d’une domination du modèle boursier des valeurs qui affecte maintenant tous les champs de l’évaluation que ce soit l’économie, l’esthétique ou l’éthique. Les rapports entre l’art et l’argent deviennent particulièrement significatifs de la domination à la fois esthétique et financière de cette forme boursière des valeurs (L’Art et l’argent, 2011) qui ouvre sur une interrogation philosophique concernant le fondement des valeurs (cf. Le Trésor perdu de la finance folle, 2013)

## Publications
- 1973 : Économie et symbolique, Paris: ed. du Seuil.
  - Traduction allemande : Ökonomie und Symbolik, 1975, Francfort: Ullstein
  - Traduction italienne : Economia e simbolico, 1976, Milan Feltrinelli editore
- 1978 : Les Iconoclastes, Paris: éd. du Seuil
  - Traduction italienne : Gli iconoclasti, 1979, Venezia: Marsilio editori.
- 1984 : Les Monnayeurs du langage, éd. Galilée, Paris.
  - Traduction angl. The Coiners of language, 1994, Norman et Londres: University of Oklahoma Press.
  - Traduction  Japonais, 1999, Tokyo, Shinyoosha.
- 1990 : Symbolic Economies, traduction en un volume de Économie et symbolique et Les Iconoclastes, Cornell University Press, Ithaca.
- 1990 : Œdipe philosophe, Paris: ed. Aubier
  - Traduction anglaise Œdipus Philosopher, 1993, Stanford University Press.
  - Trad. espagnole, Edipo filósofo, 1999, Buenos Aires: Editorial Biblos
  - Trad. Japon. Œdipe philosophe, 2004, Hosei University Press, Tokyo.
- 1994 : Femmes dessinées avec Colette Deblé ; trilingual(French, English, German) Creil: Éditions Dumerchiez co-editor,
- 1994 : Terror and Consensus, The vicissitudes of French thought, Stanford University Press.
- 2000 : Frivolité de la valeur, essai sur l’imaginaire du capitalisme, Paris: éditions Blusson
- 2002 : The Enigma of Gift and Sacrifice, Fordham University Press, New-York : co-éditeur
- 2004 : Kilo de plomb, kilo de plume : Jacques Barry (trilingual : French, English, German), ed. J-P Hugnet, St Julien,
- 2004 : Colette Deblé, l’envol des femmes, Paris : Éditions Des Femmes,
- 2007 : Accrochages, conflits du visuel, Paris: Éditions Des Femmes,
- 2009 : Renversements, Paris: Éditions Des Femmes,
- 2011 : L'Art et l'argent, Paris: Éditions Blusson
- 2013 : Le Trésor perdu de la finance folle, Ed. Blusson
- 2014 : Fractures du temps, Éditions Des Femmes